# Poterie émaillée d'Atzompa

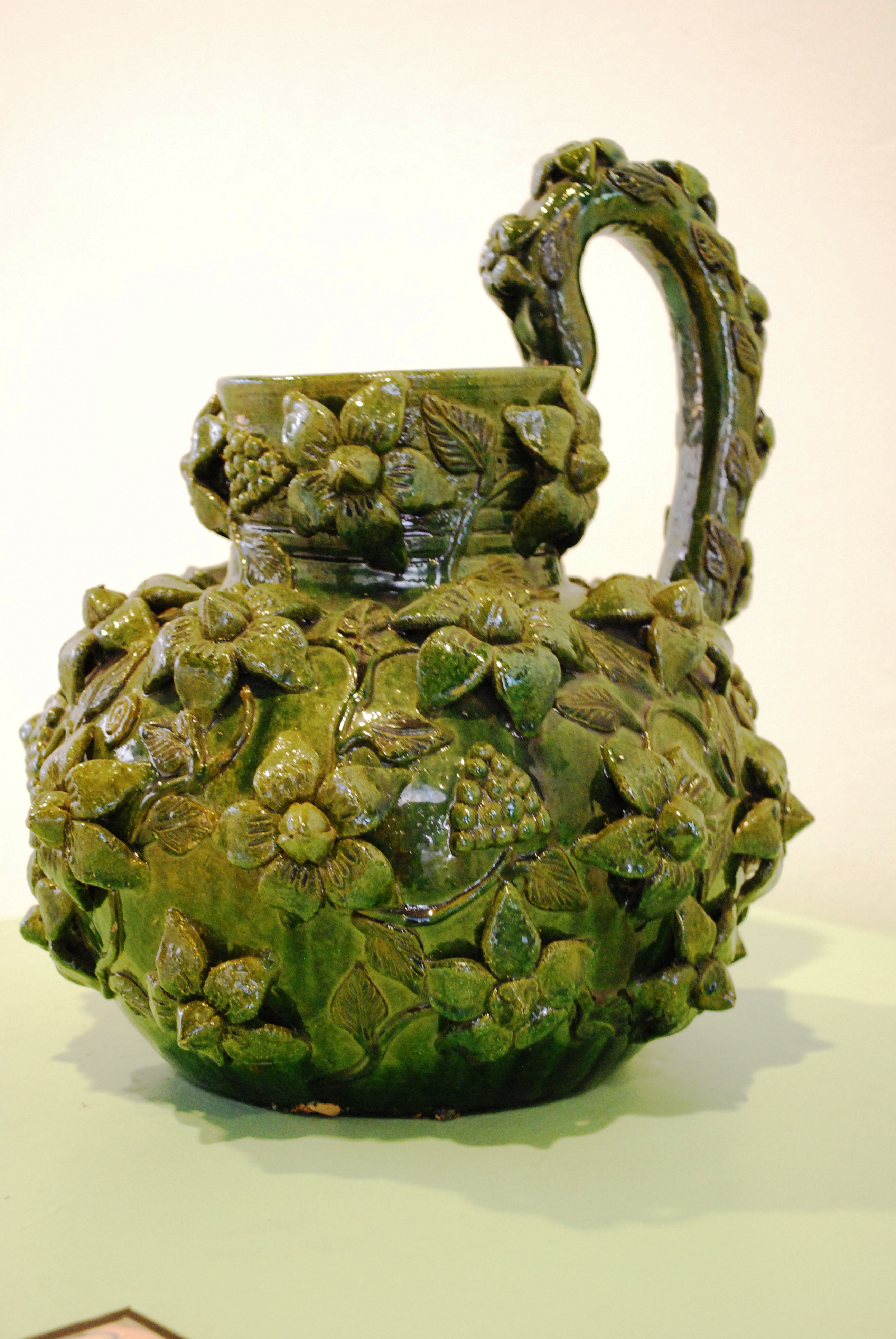
Un exemple de poterie émaillée verte d'Atzompa exposé au Museo Estatal de Artes Populares d'Oaxaca

La poterie émaillée d'Atzompa est un style de poterie émaillée, originaire de la ville de Santa María Atzompa dans l'état d'Oaxaca, au Mexique. La quasi-totalité de la poterie est de couleur vert jade, en raison de l'émail au monoxyde de plomb qui lui est traditionnellement appliqué.

## Histoire
Le début de l'histoire de la poterie de Santa María Atzompa s'étend du VIIe au IXe siècle, lorsque la ville est établie comme satellite de la grande ville zapotèque du Monte Albán,. La poterie de cette période est du type barro negro que l'on trouve dans d'autres communautés de la région, mais les objets de cette époque présentent des formes plus diverses, y compris des têtes de jaguar. Le procédé de glaçage est introduit par les Espagnols au XVIe siècle, et les techniques utilisées depuis lors changent peu.
Au milieu du XXe siècle, la poterie verte émaillée de la ville est expédiée dans toutes les régions du Mexique et exportée aux États-Unis, mais les préoccupations concernant le plomb dans la poterie mexicaine dégonflent le marché. La plupart des habitants de la ville gagnent maintenant leur vie en vendant leurs marchandises localement. Aujourd'hui, la plupart des poteries à glaçure verte distinctives de la communauté sont vendues dans la ville voisine d'Oaxaca, où la plupart des familles vivent de la culture du maïs et de cette culture.
Il y a quelques innovations dans les années 1990 pour aider à ramener le marché de la poterie verte, y compris l'introduction d'émaux sans plomb, un marché de poterie communautaire à Atzompa et la reconnaissance des innovations d'une potière nommée Dolores Porras, qui introduit d'autres couleurs et encourage l'utilisation des émaux sans plomb.
Les objets trouvés sur le site archéologique de la ville montrent que la poterie locale est du type barro negro que l'on trouve dans d'autres communautés de la région. Cependant, l'ancienne poterie que l'on trouve ici présente une plus grande variété de formes, y compris des têtes de jaguar et des griffes d'aigle. Après la conquête espagnole, les techniques d'émaillage au plomb sont introduites par le clerc Alonso Figueroa et sont pratiquées avec peu de changements depuis lors, le vert devenant la couleur préférée.
Récemment, plusieurs innovations ont été mises au point pour tenter de relancer le marché de la poterie. Dans les années 1990, le gouvernement mexicain met au point des émaux sans plomb destinés à la grande consommation. Dans les années 2000, un marché coopératif de poterie est créé dans la ville, et les efforts de la potière Dolores Porra, qui crée de nouveaux dessins et couleurs, sont reconnus.

## Fabrication de la poterie

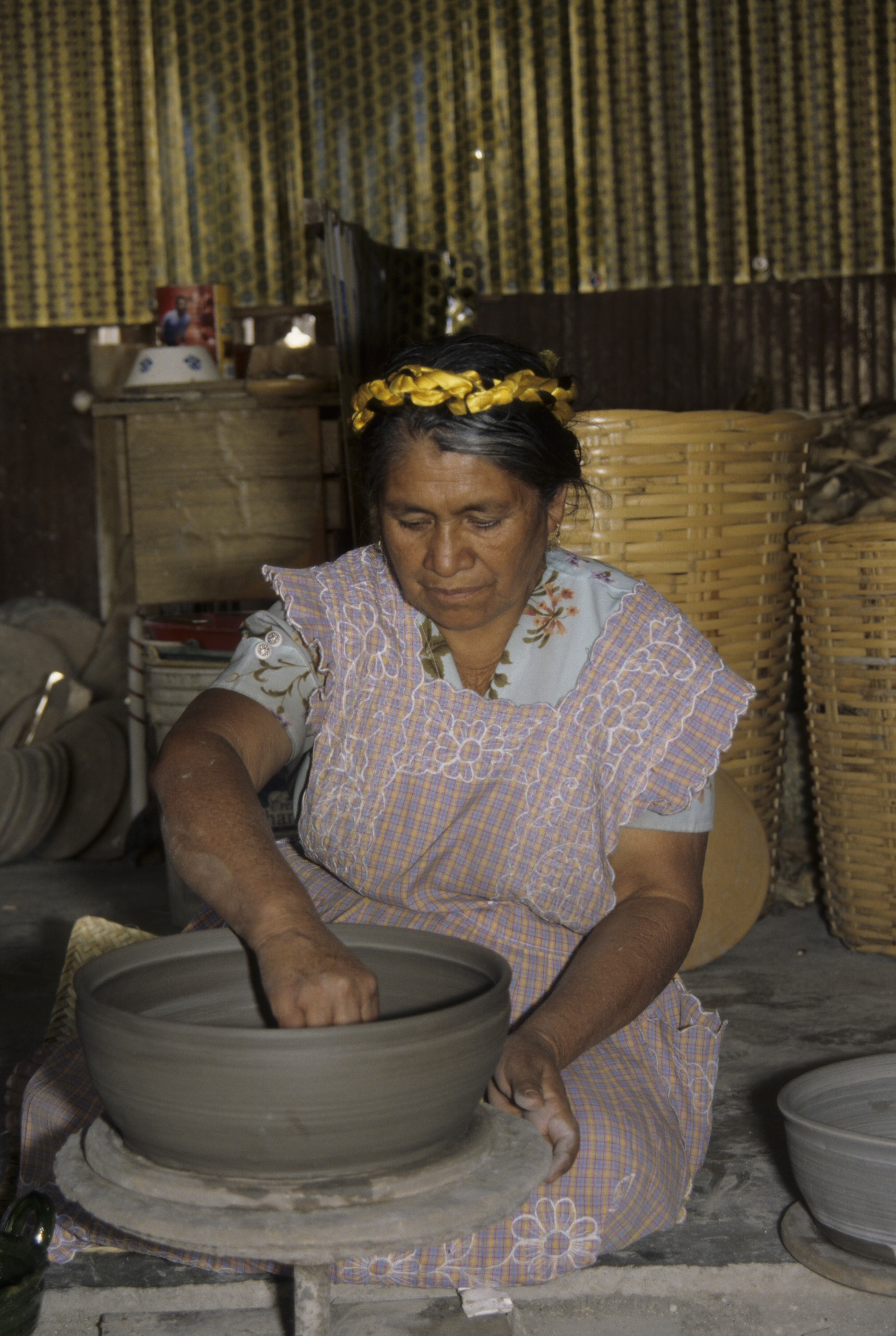
Tomasa, femme de Martin Mario Enriquez Lopez, travaillant sur une version locale d'un tour de potier.

Environ 90% de la population de la ville elle-même se consacre à la fabrication de la poterie, ce qui en fait la base de l'économie de la ville. La plupart de ces poteries sont destinées à la cuisine. L'argile est extraite d'une zone appelée San Lorenzo Cacautepec, à quatre kilomètres du centre-ville. Il est toujours porté par des ânes sur les chemins qu'empruntent les grands-pères de la ville. Après l'arrivée de l'argile à l'atelier, les hommes cassent et travaillent à son uniformisation, en la mélangeant et en ajoutant de l'eau. Tous les membres de la famille, y compris les enfants, travaillent à des tâches liées à l'empotage. Les roues du potier sont actionnées à pied et datent de l'époque préhispanique. Une fois la pièce moulée, elle est mise de côté pendant huit jours avant d'être cuite. La couleur et la brillance sont dues au procédé d'émaillage, introduit au XVIe siècle et qui est resté pratiquement inchangé depuis lors. La première cuisson se fait sans la glaçure, les pièces émergent dans leur couleur naturelle et peuvent être utilisées sous cette forme. Cependant, très peu de pièces de ce type se vendent, ou alors à bas prix. Bien que l'émail ne soit pas bon marché, il est devenu nécessaire de rendre la poterie acceptable sur le marché. La deuxième cuisson est pour durcir et coller l'émail. La couleur verte et l'éclat de la poterie est le résultat d'un glaçage au monoxyde de plomb, qui peut s'infiltrer dans les aliments que la poterie contient. La population locale est avertie des dangers de l'utilisation continue de la poterie en plomb, mais les avertissements sont pour la plupart inaudibles. Des études montrent que les gens dans les communautés de potiers comme Atompa, où l'on utilise le vernis au plomb, ont des niveaux anormalement élevés de cette substance dans leur sang. L'exposition ne provient pas seulement de la fabrication de la poterie, mais de son utilisation pour faire mijoter des sauces et des ragoûts. Avec le temps et l'utilisation répétée, le plomb s'infiltre dans les aliments. Dans les années 1990, le gouvernement mexicain met au point une glaçure pour poterie sans plomb en réponse aux problèmes de saturnisme dans le pays. Une étude de 1995 montre que 44 % des enfants de moins de cinq ans dans les familles ouvrières ont des niveaux élevés de plomb dans leur circulation sanguine. Une grande partie de la poussée vers la poterie sans plomb est due à l'économie plutôt qu'à la santé lorsque les États-Unis ont restreint les importations de poteries mexicaines en raison de préoccupations liées au plomb.

## Marché communal de poterie d'Atzompa
Le centre de Santa Maria Atzompa possède une église rustique, une place principale, une école et un palais municipal à moitié achevé. Les maisons ici sont d'humbles constructions d'adobe et de planches et les trottoirs ne sont pas pavés. Tout autour de la ville, on peut voir de la fumée noire s'échapper des fours à poterie en faisant cuire des pots, des comals, des assiettes et d'autres plats. La plupart d'entre eux sont vendus sur les marchés de la ville d'Oaxaca, mais il est aussi largement disponible dans les rues de la ville dans des stands de fortune. Le plus récent ajout est un marché d'artisanat communal. Le marché est une nouvelle innovation pour permettre aux artisans de vendre leur poterie en un seul endroit, avec des artisans travaillant sur le marché par roulement et avec des poteries marquées par leur origine. Cet arrangement permet aux artisans de passer moins de temps à vendre et plus de temps à faire de la poterie. À la fin de chaque journée, les comptes sont faits et chaque artisan rapporte ses gains à la maison. Ce marché réussit également réussi à attirer davantage de touristes nationaux et internationaux dans la ville, ce qui aide l'économie.

## Dolores Porras
Alors que la quasi-totalité de la poterie d'Atzompa est de la variété traditionnelle à glaçure verte, depuis les années 1980, une potière du nom de Dolores Porras crée la première poterie émaillée de couleur naturelle et multicolore.
Dolores Porras est née en 1937 à Santa María Atzompa dans une famille de potiers. Elle grandit pauvre et ne peut pas aller à l'école. Elle commence à faire de la poterie à l'âge de 13 ans. À l'âge de 17 ans, elle commence à travailler seule, mais la nécessité économique l'oblige à travailler pour d'autres ateliers, dont celui de Teodora Blanco Núñez, considéré comme le premier potier de Oaxaca et créateur d'un pot appelé « mona » ou « muñeca ». Elle est souvent embauchée pour faire varier de grandes jarres, qui sont difficiles à créer. Porras met au point une glaçure blanche translucide sur laquelle on peut peindre des couleurs comme les oranges, les bleus, les verts et les jaunes. Chacune de ses pièces est faite à la main et est décorée de figures telles que des bordures, des sirènes, des fleurs et des iguanes. Elle est invitée à donner des ateliers aux États-Unis, où elle apprend sur les émaux sans plomb et les applique à son travail. Elle ne peut pas travailler pendant les dernières années de sa vie à cause de la maladie de Parkinson et d'une diminution de la vue. Elle reste pauvre et dépendante du soutien de sa famille. Elle est décédée le jour de la Toussaint, le 1er novembre 2012.
En 2010, une cérémonie en l'honneur de son travail novateur est organisée par l'Arden Rothstein de la Friends of Oaxacan Folk Art Association. L'hommage a lieu à la Casa de Cultura Oaxaqueña, que Porra a entouré d'exemples de son travail Le public est composé d'étrangers, d'autres potiers, du président municipal d'Atzompa et du directeur du centre culturel. Porras reçoit une plaque pour son travail ainsi que des fleurs, pendant qu'un groupe local joue,.